# Ternate (Cavite)
Ternate (Filipino: Bayan ng Ternate) ist eine Stadtgemeinde in der philippinischen Provinz Cavite.

## Baranggays
Ternate ist politisch in zehn Baranggays unterteilt, davon sind drei städtisch und sieben ländlich.
- Poblacion I (Barangay I)
- Poblacion II (Barangay II)
- Bucana
- Poblacion III (Barangay III)
- San Jose
- San Juan I
- Sapang I
- Poblacion I A
- San Juan II
- Sapang II

## Geschichte
Die Merdicas/Mardicas waren ein Stamm malaiischer Ethnie von der Insel Ternate in den Molukken (heute zu Indonesien gehörend), zu jener Zeit eine kleine spanische Kolonie. Mardicas bedeutet so viel wie „Menschen des Meers“. 1574 kamen ursprünglich sieben Familien mit den Familiennamen Nino Franco, De Leon, Ramos, De la Cruz, Esteubar, Pereira, und Nigoza freiwillig nach Cavite, um die Spanier bei der Verteidigung vor drohenden Pirateneinfällen des chinesischen Piraten Lin Feng zu unterstützen. Die befürchteten Überfälle blieben jedoch aus und die Merdicas siedelten an einem Ort in Cavite. Dieser Siedlungsplatz mit dem Namen Gilolo wurde zunächst nach einer einheimischen Baumart, die auch in ihrer Heimat in den Molukken beheimatet war, benannt. Später wurde der Namen in Barra de Maragondon geändert, heute trägt der Ort den Namen Ternate. Noch heute wird in Ternate eine Chabacano-Sprache, auf den Philippinen gesprochene spanische Kreolsprachen, verwendet.
1663 erhielten einige Merdicas die Anordnung des Generalgouverneurs der Philippinen sich in Bagumbayan (heute Ermita) niederzulassen, um Manila zu verteidigen. Ungefähr 200 von ihnen kämpften gegen Moros-Piraten.